# Bình Thành, Đồng Tháp
Bình Thành là một xã thuộc tỉnh Đồng Tháp, Việt Nam.

## Địa lý
Xã Bình Thành có vị trí địa lý:
- Phía đông giáp xã Phong Mỹ.
- Phía tây giáp xã Thanh Bình.
- Phía nam giáp tỉnh An Giang, ranh giới là sông Tiền.
- Phía bắc giáp xã Phú Cường.

Xã Bình Thành có diện tích 72,15 km², dân số năm 2025 là 31.182 người, mật độ dân số đạt 432 người/km².
Xã có các con sông như: Cái Nổ, Cái Dầu, Cái Tre,...

## Lịch sử
Ngày 23 tháng 02 năm 1983, Hội đồng Bộ trưởng ban hành Quyết định 13-HĐBT, theo đó xã Bình Thành thuộc huyện Thanh Bình.
Ngày 13 tháng 02 năm 1987, Chủ tịch Hội đồng Bộ trưởng ban hành Quyết định 27-HĐBT, theo đó chia xã Bình Thành thành 2 xã lấy tên là xã Bình Thành và xã Bình Tấn.
Ngày 16 tháng 6 năm 2025, Ủy ban Thường vụ Quốc hội ban hành Nghị quyết số 1663/NQ-UBTVQH15 về việc sắp xếp các đơn vị hành chính cấp xã của tỉnh Đồng Tháp năm 2025. Theo đó, sắp xếp toàn bộ diện tích tự nhiên, quy mô dân số của xã Bình Thành (huyện Thanh Bình) và Bình Tấn thành xã mới có tên gọi là xã Bình Thành.
Sau khi sáp nhập, xã Bình Thành có 72,15 km² diện tích tự nhiên và dân số 31.182 người.